# Араужо Порто-Алегре, Инасио Франсиско де
Инасио Франсиско де Араужо Порто-Алегре (порт. Inácio Francisco de Araújo Porto Alegre; 24 октября 1854, Рио-де-Жанейро — 16 октября 1900, Рио-де-Жанейро) — бразильский композитор, музыкальный педагог и критик.
Учился музыке в Лиссабоне у Жуана Гильерме Дадди и Эужениу Монтейру де Алмейды, затем во Флоренции у Теодуло Мабеллини и Гвидо Таккинарди. С 1888 г. профессор вокала и сольфеджио в Национальном институте музыки. После падения бразильской монархии в 1889 г. вошёл в состав комиссии по реформированию института. В 1891—1893 гг. соредактор, вместе с Алфредо Фертином де Васконселлосом, «Музыкальной газеты», сыгравшей важную роль в развитии бразильской музыкальной культуры. Публиковался как музыкальный критик в Diário de Notícias.
Автор фортепианных пьес, из которых наибольшее значение имел цикл «Нелепицы» (фр. Fariboles) Op. 8, хоровых сочинений.